# آناتولی اونوپرینکو

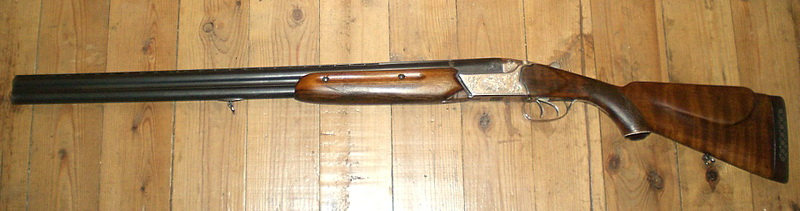
نگاره‌ای از یک تفنگ ساچمه‌ای مدل «TOZ-34»، اونوپرینکو از این‌نوع اسلحه در چندین فقره قتل استفاده‌کرده‌بود.

آناتولی یوریویچ اونوپرینکو (اوکراینی: Анатолій Юрійович Онопрієнко ; روسی: Анато́лий Ю́рьевич Оноприе́нко آناتولی یوریویچ اونوپرینکو؛ ۲۵ ژوئیه ۱۹۵۹ – ۲۷ اوت ۲۰۱۳) یک قاتل دسته جمعی سریالی اهل شوروی/اوکراینی بود. اونوپرینکو با نام‌ مستعار غول اوکراین پس از دستگیری در آوریل ۱۹۹۶ به قتل پنجاه و دو نفر اعتراف کرد.
یکی از برجسته‌ترین قاتلان زنجیره‌ای دنیا، آناتولی انوپرینکو است. نام مستعار وی «جانوری از اوکراین» است. این قاتل کثیف اوکراینی به 52 قتل اعتراف کرده و در نهایت در سال 1996 توسط پلیس دستگیر شد. در هنگام دستگیری وی بیش از 100 نوع از انواع سلاح‌های سرد و گرم از محل سکونت آن کشف شد.
جالب است بدانید که علی رغم قتل‌های متعدد، وی به اعدام محکوم نشده و در سال 2013 و هنگامی که در حبس ابد بود، در زندان فوت شد. از جمله بدترین جنایات او می‌توان به قتل یک خانواده 10 نفره با 8 کودک، قتل 5 نفر در یک روز درون یک ماشین، قتل دو دختر 8 و 7 ساله با تبر و قتل یک خانواده 3 نفره به قصد سرقت اشاره کرد. در بسیاری از موارد آناتولی جنازه‌های مقتولین را به آتش می‌کشید. وی یکی از خونسرد و بی رحم‌ترین قاتلان شرق اروپا بوده و متولد 25 جولای 1952 در روستایی در استان ژیتومر به دنیا آمد که در آن زمان تحت حکومت شوروی بود.